# Pharaxonotha floridana
Pharaxonotha floridana es un especie de coleóptero erotílido presente en Florida y el sureste de Georgia, en los Estados Unidos (Leschen y Skelley, 2002), se hospeda en la cícada Zamia integrifolia (= Z. floridana) y fue el primer erotílido citado como polinizador de Cycadales (Tang, 1987).

## Historia natural
Aparecen en los conos masculinos y femeninos de Zamia integrifolia del sureste de los Estados Unidos. Son más comunes, desde unos pocos hasta muchas docenas de larvas y adultos, en los conos masculinos. Estos son invadidos cuando comienzan a alargarse poco antes de la liberación del polen, siendo el sitio de apareamiento y deposición de huevos. Las hembras de estos coleópteros pueden portar hasta 6 huevos relativamente grandes en distintos grados de madurez. Esos son depositados entre o dentro de los microsporangios y eclosionan en horas. Los adultos suelen verse cubiertos de polen que es su único alimento en el cono masculino y algunas veces pueden observarse también, pero en escaso número,  en los conos femeninos donde realizan la polinización.
Las larvas se alimentan de polen en el primer estadio y luego en los siguientes estadios penetran y se alimentan de los tejidos de los esporofilos y el eje, hacia el pedúnculo del cono masculino.  Cuando han comido todo el tejido rico en almidón  y están listas para pupar, abren un hoyo en el pedúnculo y caen al suelo para enterrarse en él. El estadio de pupa dura de 4 a 7 días.  Se sospecha que las pupas o los adultos, cuando no hay ya nuevos conos dehiscentes, hibernan en el suelo en la base de la Zamia hospedera en espera de la nueva temporada de producción de conos. Los adultos han sido observados también en la sarcotesta madura de las semillas de Zamia integrifolia y en las flores de palmas Sabal. En el sur de la Florida conviven en los conos con Rhopalotria slossoni, gorgojos de la familia Belidae, estos coleópteros también realizan la polinización, y aparecen en números similares. Ambos insectos tienen una interacción mutualista con la cícada. La esencia volátil producida como atrayente por los conos de Zamia integrifolia es el salicilato de  metilo (‘oil of wintergreen’). (Tang, 1987; Norstog et al., 1992; Stevenson et al., 1998).